# Малолокнянский сельсовет
Малолокня́нский сельсовет — муниципальное образование со статусом сельского поселения в Суджанском районе Курской области Российской Федерации.
Административный центр — село Малая Локня.

## История
Статус и границы сельсовета установлены Законом Курской области от 21 октября 2004 года № 48-ЗКО «О муниципальных образованиях Курской области».

## Население
| 2002 | 2010  | 2012  | 2013 | 2014  | 2015 | 2016 |
| ---- | ----- | ----- | ---- | ----- | ---- | ---- |
| 1556 | ↘1030 | ↘1014 | ↘997 | ↘968  | →968 | ↘948 |
| 2017 | 2018  | 2019  | 2020 | 2021  |      |      |
| ↘936 | ↘923  | ↘898  | ↗911 | ↗1050 |      |      |

## Состав сельского поселения
| № | Населённый пункт | Тип населённого пункта       | Население |
| - | ---------------- | ---------------------------- | --------- |
| 1 | Викторовка       | деревня                      | ↘108      |
| 2 | Кругленькое      | деревня                      | ↘3        |
| 3 | Малая Локня      | село, административный центр | ↘799      |
| 4 | Николаевка       | деревня                      | ↘43       |
| 5 | Никольский       | хутор                        | ↘37       |
| 6 | Новая Сорочина   | деревня                      | ↘24       |
| 7 | Старая Сорочина  | деревня                      | ↘16       |